# Samuel Ting
Pour les articles homonymes, voir Ting.
Samuel Chao Chung Ting (en chinois : 丁肇中, EFEO : Ting Tchaotchong) (Ann Arbor, 27 janvier 1936) est un physicien américain d'origine chinoise. Il est diplômé de l'Université nationale Cheng Kung. Alors professeur à l'université Columbia et au MIT, il découvrit avec Burton Richter le méson Ψ qui apporta la preuve de l'existence du quark charm. Tous deux sont colauréats du prix Nobel de physique de 1976 « pour leurs travaux pionniers qui ont mené à la découverte d'une nouvelle particule élémentaire lourde ».
Il est à l’origine du projet AMS.